# Dunlop Manufacturing
Dunlop Manufacturing, Inc., também conhecida como Jim Dunlop, é uma empresa fabricante de acessórios musicais baseada em Benicia, Califórnia, EUA. A Dunlop foi fundada em 1965 e é mais famosa por seu pedais MXR, pedais wah-wah da linha Crybaby e por suas palhetas.

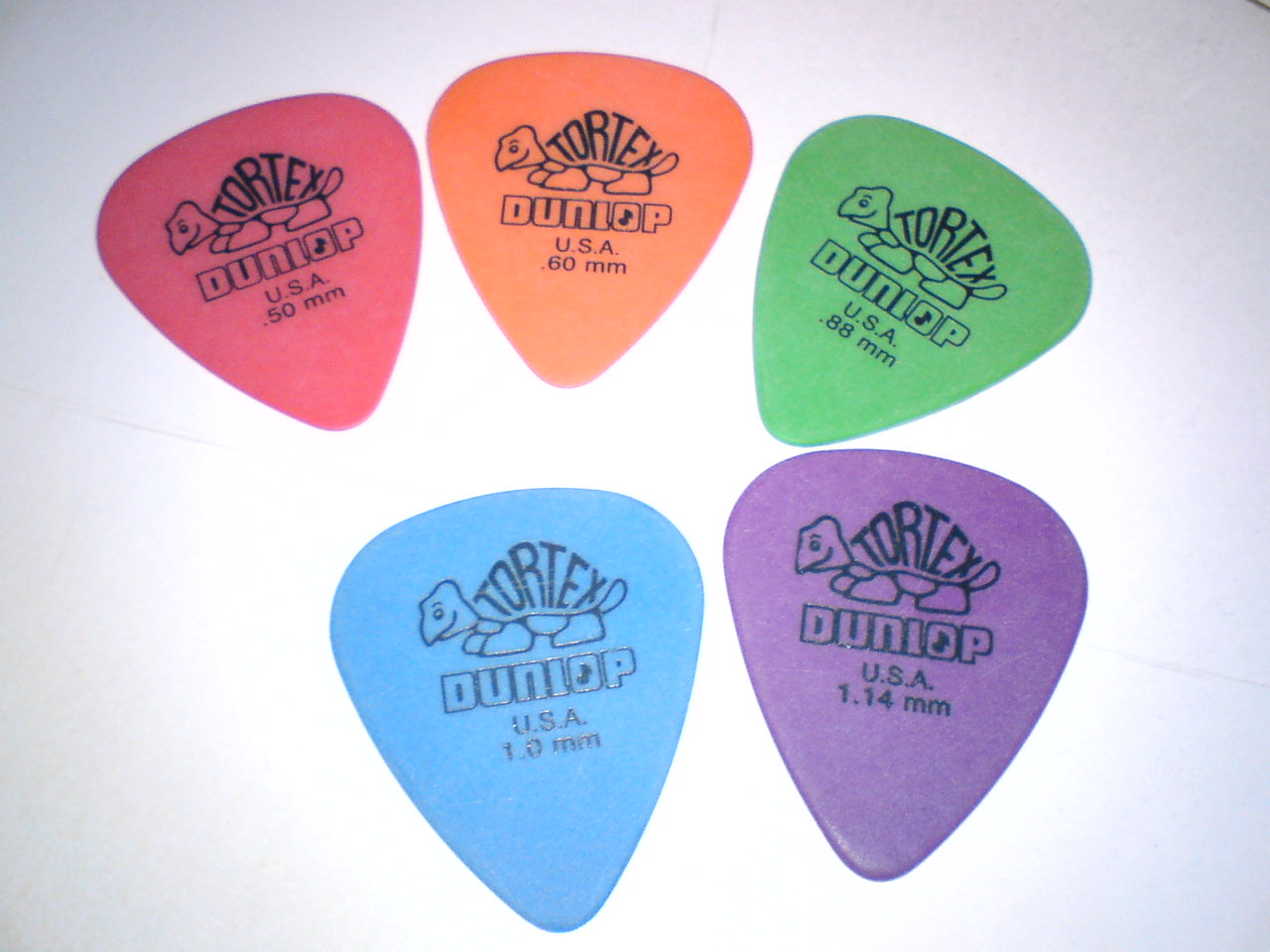
Palhetas Tortex

## Tortex
Tortex é uma marca criada pela Dunlop, mas as palhetas de tortex são feitas de um plástico chamado delrin, que foi criado pela DuPont. As palhetas Tortex e Delrex são ambas feitas de delrin, mas possuem diferentes revestimentos. O delrin foi um dos responsáveis pelo desuso das palhetas de casco de tartaruga-de-pente, após um acordo internacional para proteção desses animais no final década de 1970.
As palhetas da linha Tortex foram popularizadas por possuírem um revestimento áspero, o que evita que elas escorreguem dos dedos dos guitarristas ao ficarem suados.
A espessura das tortex é padronizada de acordo com a cor:
- vermelha – 0,50 mm;
- laranja – 0,60 mm;
- amarela – 0,73 mm;
- verde – 0,88 mm;
- azul – 1.00 mm;
- roxa – 1,14 mm.